# 5077 Favaloro
5077 Favaloro este un asteroid din centura principală, descoperit pe 17 iunie 1974, de Observatorio Félix Aguilar.